# Zonsverduistering van 20 maart 2034

Animatie zonsverduistering
op 20 maart 2034

De totale zonsverduistering van 20 maart 2034 zal achtereenvolgens te zien zijn in de volgende dertien landen: Benin, Nigeria, Kameroen, Tsjaad, Soedan, Egypte, Saoedi-Arabië, Koeweit, Iran, Afghanistan, Pakistan, India en China.

## Lengte

### Maximaal
Het punt met maximale totaliteit ligt in de woestijn van Tsjaad ver van enig bevolkt gebied op co-ordinatenpunt 16,0596°N / 22,2338°O en duurt 4m09,2s.

### Limieten
| Fenomeen                    | Code | Tijdstip UTC |
| --------------------------- | ---- | ------------ |
| Eerste contact bijschaduw   | P1   | 07:39:44.3   |
| Eerste contact kernschaduw  | U1   | 08:36:42.0   |
| Kernschaduw compleet vanaf  | U2   | 08:38:18.7   |
| Bijschaduw compleet vanaf   | P2   | 09:39:53.9   |
| Maximum eclips              | GE   | 10:17:17.5   |
| Bijschaduw compleet t/m     | P3   | 10:54:26.4   |
| Kernschaduw compleet t/m    | U3   | 11:56:07.1   |
| Laatste contact kernschaduw | U4   | 11:57:47.2   |
| Laatste contact bijschaduw  | P4   | 12:54:42.6   |

## Zichtbaarheid
Onderstaand overzicht toont in chronologische volgorde per land de gebieden waarin de totale verduistering te zien zal zijn:

### Afrika

#### Benin
| 1. Littoral 2. Ouémé |

#### Nigeria
| 1. Lagos 2. Ogun 3. Ondo 4. Delta 5. Osun | 1. Edo 2. Ekiti 3. Kogi 4. Anambra | 1. Enugu 2. Niger 3. Benue 4. Federal Capital Territory | 1. Kaduna 2. Taraba 3. Plateau 4. Bauchi | 1. Gombe 2. Adamawa 3. Borno 4. Yobe |

#### Kameroen
| 1. Nord 2. Extrême-Nord |

#### Tsjaad
| 1. Mayo-Kebbi Est 2. Chari-Baguirmi 3. Ndjamena 4. Hadjer-Lamis 5. Kanem | 1. Batha 2. Ouaddaï 3. Wadi Fira 4. Borkou-Ennedi-Tibesti |

#### Soedan
| 1. Noord-Darfoer 2. Ash-Shamaliyah 3. Nijl 4. Rode Zee |

#### Egypte
| 1. Nieuwe Vallei 2. Aswan 3. Rode Zee |

### Azië

#### Saoedi-Arabië
| 1. Tabuk 2. Medina 3. Hail 4. Al Qasim | 1. Riyad 2. Al Hudud ash Shamaliyah 3. Ash Sharqiyah |

#### Koeweit
| 1. Jahra 2. Ahmadi 3. Farwaniya 4. Mubarak Al-Kabier |

#### Iran
| 1. Bushehr 2. Fars 3. Yazd | 1. Kerman 2. Zuid-Khorasan 3. Sistan en Beloetsjistan |

#### Afghanistan
| 1. Farah 2. Nimruz 3. Helmand 4. Ghowr 5. Daikondi | 1. Uruzgan 2. Kandahar 3. Zabul 4. Ghazni 5. Paktika | 1. Wardak 2. Lowgar 3. Paktia 4. Khost 5. Nangarhar |

#### Pakistan
| 1. Federaal Bestuurde Stamgebieden 2. Khyber-Pakhtunkhwa 3. Punjab | 1. Hoofdstedelijk Territorium Islamabad 2. Azad Kasjmir 3. Gilgit-Baltistan |

#### India
| 1. Jammu en Kasjmir |

#### China
| 1. Aksai Chin 2. Tibet 3. Qinghai |